# Juan Bautista Pastene

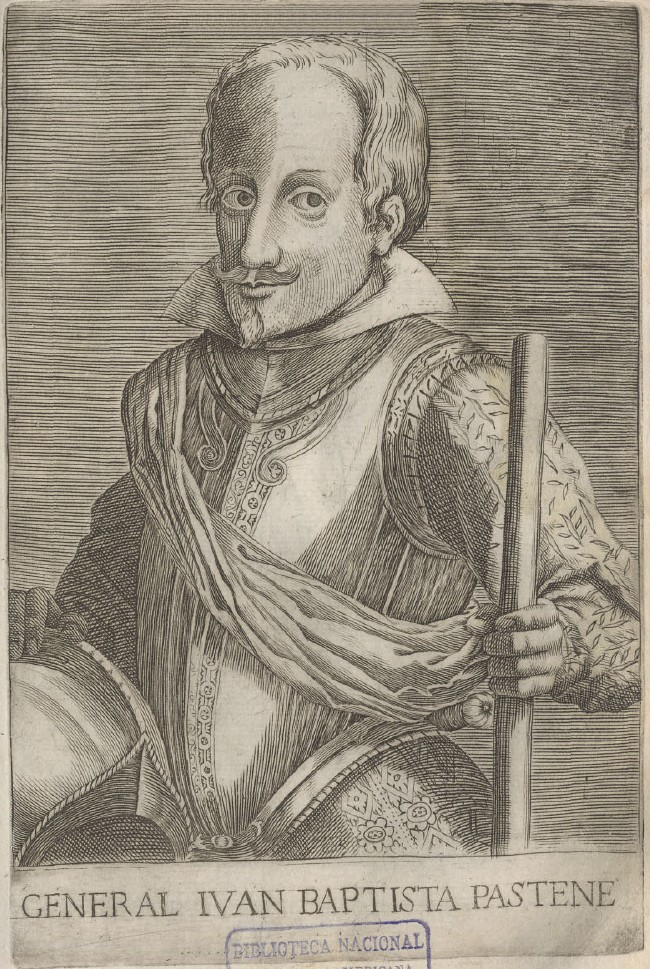
Juan Bautista de Pastene

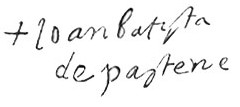
Unterschrift
joan batista de pastene

Juan Bautista de Pastene (* um 1507 in Genua, Italien; † um 1581 in Santiago de Chile) war ein italienischer Seekapitän und Konquistador in spanischen Diensten.
Er wurde um 1507 in Genua, Italien als Sohn von Tomasso Pastene und Esmeralda Solimana geboren. Um 1525 kam er mit einem eigenen Schiff in die Karibik. Schon wenige Jahre später hatte er sich einen gewissen Ruhm als fähiger Kapitän erworben und wurde von Francisco Pizarro für dessen Expeditionen ins Inkareich angeworben. Er unternahm zahlreiche Fahrten entlang der Pazifikküste zwischen Panama und Nord-Chile. Durch die Real Audiencia von Panama wurde er zum Piloto Mayor del Mar del Sur ernannt, dem ranghöchsten Befehlshaber in der spanischen Flotte an der amerikanischen Pazifikküste.
1543 wurde Pastene vom spanischen Vizekönig in Peru beauftragt, die chilenische Küste bis zur Magellanstraße zu erkunden und dem chilenischen Gouverneur Pedro de Valdivia eine Hilfslieferung zu bringen. Mitte 1544 erreichte Pastene die junge Kolonie in Chile. Er half dem durch die Mapuche in Bedrängnis geratenen Valdivia, die neue Hauptstadt Santiago aus einem schon über zwei Jahre dauernden Belagerungszustand zu befreien. Valdivia ernannte Pastene zu seinem Stellvertreter zur See. Noch im selben Jahr segelte Pastene bis 41° Süd und nahm die so entdeckten Gebiete formal für Valdivia in Besitz. 1545 segelte er nach Peru mit dem Auftrag Nachschub zu besorgen. Das Unternehmen scheiterte dort durch Bürgerkriegswirren und Verrat. Bevor er 1547 zurückkehren konnte deckte er auf, dass sich Gegner Valdivias für eine Invasion nach Chile vorbereiteten. Daraufhin half er Valdivia mit Soldaten und Gold nach Peru zu segeln, wo dieser sich dem Vizekönig unterstellte und half, die Rebellion des Gonzalo Pizarro niederzuschlagen. Juan Bautista de Pastene ließ sich danach in Chile nieder und diente weiterhin Valdivia und seinen Nachfolgern als Schiffskommandeur bei der Ausdehnung der Kolonie in die Araukania. Als Kolonist betrieb er Landwirtschaft, Weinbau und Viehzucht, unterhielt eine Seilfabrik und eine Schmiede. Mit etwa 74 Jahren verstarb er friedlich und hinterließ seinen fünf Kindern ein großes und beständiges Vermögen.

## Leben

### Herkunft und Familie
Juan Bautista de Pastene wurde Ende 1506 oder Anfang 1507 in Genua, Italien geboren und hieß ursprünglich wohl Giovanni Battista Pastene. Er war der Sohn von Tomasso Pastene (* 1480) und Esmeralda Solimana. Seine Geschwister waren Pedro, Miguel und Bartolomea de Pastene. Die Pastene waren eine reiche und einflussreiche Familie, deren Ursprünge sich in Genua bis zum 11. Jahrhundert zurückverfolgen lassen.
Er heiratete Ginebra de Seixas (oder: Cexas, Cejas, Seijas). Die Hochzeit fand vielleicht auf der Kanareninsel La Palma statt, der Heimat der Braut. Anderen Quellen zufolge kam Ginebra im Juli 1544 auf dem Schiff von Pastene nach Santiago in Chile, wo dann die Hochzeit stattgefunden haben soll. Juan Bautista de Pastene hatte mit Ginebra fünf Kinder: Tomás (* Ende 1547– † 1601), Juan Francisco (* 1548 oder 1549), Pedro (* 1552 – †1627), Francisco (* 1556 – †1622 bis 1628) und Ana María.

### Ankunft in der Neuen Welt
Wahrscheinlich um 1525 kam er, vermutlich mit einem eigenen Schiff, zum ersten Mal zu den damals so genannten Neuindischen Inseln, den spanischen Kolonien in der Karibik. Er gelangte nach Honduras und nahm an der Konquista von Barlovento teil. Dabei erwarb er sich einen gewissen Bekanntheitsgrad. Francisco Pizarro warb ihn daraufhin für seine Expeditionen zur Eroberung des Inka-Reiches in Peru an und etwa um 1529 befand er sich schon in Peru.

### Karriere an der Pazifikküste
Pastene wurde durch die Real Audiencia von Panama zum Piloto Mayor del Mar del Sur (etwa: Oberster Steuermann der Südsee) ernannt, was ihn zum ranghöchsten Marinebefehlshaber an der amerikanischen Pazifikküste machte. Im Auftrag von Francisco Pizarro unternahm er einige Erkundungsreisen per Schiff entlang der Pazifikküste zwischen Panama und Copiapo im heutigen Chile. Bei Kämpfen zur Zeit der Gründung von Lima (Anfang 1535) wurde Pastene lebensgefährlich verletzt.
Am 11. November 1541, wenige Monate nach dem gewaltsamen Tod von Francisco Pizarro, verließ Pastene mit seinem Schiff Concepción den Hafen von Callao mit dem angegebenen Ziel Nicaragua. Auf seiner Fahrt gelangte er zunächst nach Tumbes, wo er Cristóbal Vaca de Castro treffen wollte, den vom spanischen König eingesetzten Nachfolger von Francisco Pizarro. Von dort segelte er weiter, gelangte am 12. Dezember nach Panama und kehrte anschließend zurück nach Peru um auf Seiten des neuen Gouverneurs gegen die Almagristen zu kämpfen.
Der spanische König Karl V. hatte Cristóbal Vaca de Castro beauftragt die Küste bis zur Magellanstraße, dem Seeweg zwischen Atlantik und Pazifik an der Südspitze des amerikanischen Kontinents, zu erkunden. Karl V. befürchtete, dass der französische König Franz I. eine Expedition in diese Region schicken würde. Vaca de Castro betraute dann am 10. April 1543 Juan Bautista de Pastene mit dieser Aufgabe. Dabei sollte Pastene auch herausfinden, wie es um die Expedition von Pedro de Valdivia bestellt war. Jener war mehr als zwei Jahre zuvor von Peru aus nach Chile aufgebrochen, um dort eine Kolonie zu gründen und es gab seither keinerlei Nachrichten von ihm. So wurde Pastene am 10. Oktober 1543 von Vaca de Castro zum Primer General de la Mar (etwa: Erster General zur See) ernannt. Pastene rüstete auf seine Kosten sein Schiff San Pedro aus. Er investierte um die 40.000 Goldpesos. Das Schiff hatte er vermutlich von Pizarro als Entlohnung für seine Dienste erhalten. Andere berichten, dass er es für 10–12.000 Goldpesos gekauft hätte. (1 Goldpeso entsprach 4,6 g Feingold)

### Erste Expedition an der chilenischen Küste (1544–1545)

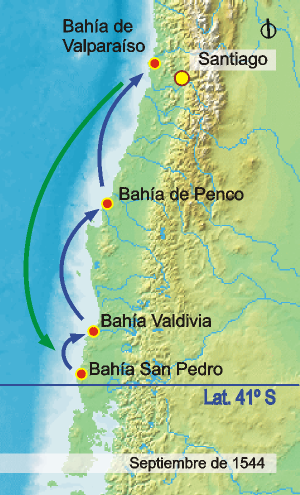
Pastenes Expedition im September 1944

Im Juli 1544 erreichte Juan Bautista de Pastene mit seinem Schiff Zentralchile. Dort erfuhr er, dass Pedro de Valdivia in Santiago belagert würde. Er machte sich daraufhin mit seinen Leuten auf nach Santiago. Vor ihm war schon Monroy mit dem Schiff Santiaguillo und einer Hilfslieferung angekommen, doch mit der Hilfe von Pastene konnte Pedro de Valdivia die Belagerung Santiagos endgültig beenden und sich der Ausdehnung seiner Kolonie widmen.
Im August 1544 wurden die beiden Schiffe San Pedro und Santiaguillo in Valparaíso ausgerüstet.
Pedro de Valdivia ernannte Pastene am 3. September zum Teniente General en el Mar (etwa: Generalleutnant zur See). Einen Tag später segelte Pastene dann zusammen mit Jerónimo de Alderete, dessen Stellvertreter Rodrigo de Quiroga sowie mit dem Sekretär Valdivias Juan de Cárdenas (oder Juan de Cardeña) von Valparaíso aus in Richtung Süden los. Dreizehn Tage lang wurde ihre Expedition von Nebel behindert, dann wurde die Sonne sichtbar und sie stellten fest, dass sie bis 41¼° Süd gelangt waren. Daraufhin kehrten sie um in Richtung Norden und begannen die Küste zu erkunden und gegen Abend ankerten sie in einer lang gezogenen Bucht die ihnen sicher erschien. Am darauf folgenden 18. September gingen Pastene, Alderete und Cardeña mit einigen bewaffneten Männern an Land und erklärten in einer kurzen Zeremonie das erreichte Gebiet und dessen Einwohner zum Eigentum des spanischen Königs und seines Statthalters Valdivia. Alderete leitete die Zeremonie und Cardeña stellte dabei eine Urkunde aus. Sie nahmen einige Indios gefangen, die sich in Neugier genähert hatten, kehrten zurück zum Schiff und setzten ihre Expedition fort. In dieser Weise vollzogen sie überall, wo es ihnen angebracht erschien einen Akt der Besitzergreifung, und manchmal verließen sie dazu nicht einmal das Schiff. Am 30. September 1544 endete die Expedition in Valparaíso.
Pastene und seine Begleiter hatten immerhin die Buchten der heutigen Städte Valdivia und Concepción entdeckt sowie mehrere Flussmündungen, wie die des Río Bío Bío, und die Insel Mocha. Doch das war ihnen nicht genug und sie setzten Gerüchte in Umlauf, nach denen sie ein großes Reich entdeckt hätten, mit Tempeln, in denen tausende von Priestern dienen würden, regiert von einem Souverän namens Leuchengolma, der mehrere hunderttausend Soldaten hätte. Und weiter im Süden gäbe es ein wunderbares Land, in dem nur Frauen leben würden. Diese Lügen waren wohl eine Propaganda, um weitere Spanier nach Chile zu locken, und fanden sogar Einzug in die Literatur jener Epoche. Das ursprüngliche Ziel seiner Reise, die Magellanstraße, sollte Pastene niemals erreichen.

### Mission nach Peru (1545–1549)
Am 4. September 1545 wurde Pastene von Pedro de Valdivia mit der San Pedro, begleitet von Alonso de Monroy und Antonio de Ulloa, nach Peru entsandt. Mit allem Gold ausgestattet, das Valdivia aufbringen konnte, sollten Monroy und Pastene Nachschub besorgen. Die junge Kolonie brauchte mehr Soldaten, Siedler, Pferde und Waffen. Ulloa sollte nach Spanien segeln zu Karl V., um für Valdivia den Gouverneurstitel für die Zone bis zur Magellanstraße und in der ganzen Breite zwischen dem Atlantischen und Pazifischen Ozean zu erbitten. Nach einer relativ kurzen Überfahrt erreichten sie am 28. September Callao, den Hafen von Lima. Durch Verrat von Ulloa scheiterte das Projekt bei der Ankunft im vom andauernden Bürgerkrieg gebeutelten Peru. Das Gold und das Schiff wurden beschlagnahmt, Monroy erkrankte und starb bald darauf, und Pastene wurde in Lima unter eine Art Hausarrest gestellt. Nach vielen Monaten gelang es Pastene, ein Schiff zu kaufen und auszurüsten, um sich in Richtung Chile davon zu machen. Wegen widriger Wind- und Strömungsverhältnisse brauchte er sechs Monate um von Callao aus an der Küste entlang nach Tarapaca zu segeln, wo er etwa im Juni 1547 ankam. Von dort brauchte er nochmal mehr als zwei Monate um Coquimbo in Chile zu erreichen.
Während seiner Reise traf er in einem Hafen in Peru auf Figueroa, einen Gefolgsmann Ulloas, der mit einigen Soldaten nach Lima unterwegs war. Pastene versuchte ihn mit Waffengewalt aufzuhalten. Angeschossen von den Arkebusieren wurde Figueroa auf Pastenes Schiff gebracht, wo er noch den jüngsten Komplott Ulloas gestand, bevor er starb: Ulloa hatte unter dem Vorwand, Valdivia helfen zu wollen, Soldaten in Peru angeworben und war mit diesen auf zwei Schiffen auf dem Weg nach Chile. Unterwegs hatte er dann den Soldaten seinen wahren, bis dahin geheimen Plan eröffnet. Er wollte Pedro de Valdivia stürzen und Pedro Sánchez de la Hoz zum Gouverneur erheben. Pastene, so vorgewarnt, wich Ulloas Schiffen aus und beeilte sich, vor ihnen nach Chile zu gelangen, um Valdivia zu warnen. Im September 1547 erreichte er schließlich Santiago und unterrichtete den nichts ahnenden Valdivia über die Umstände seiner Reise, der sich vertiefenden Krise in Peru und der bevorstehenden Invasion durch Ulloa.
Pedro de Valdivia entschloss sich daraufhin, im peruanischen Bürgerkrieg auf Seiten der königstreuen Truppen einzugreifen. Pastene half ihm bei der Finanzierung und Durchführung dieses Unternehmens. Zunächst stellte er das Schiff Santiago im Hafen von Valparaíso zur Verfügung, damit Valdivia mit Hilfe einer List von ausreisewilligen Kolonisten Gold konfiszieren konnte. Wenige Tage später, am 13. Dezember 1547 segelte er dann mit Valdivia und dessen treuesten Gefolgsleuten nach Callao. Bis Mitte Januar 1548 brachte er in einer durch große Unsicherheiten geprägten Reise alle wohlbehalten nach Lima. Nach erfolgreichem Abschluss der Mission und Rückkehr nach Santiago ernannte Valdivia am 1. August 1549 Pastene zu seinem Stellvertreter zur See. Dazu verlieh er ihm den Titel Teniente de Gobernador y Capitán General en el Mar (etwa: Gouverneursleutnant und Generalkapitän zur See).

### Kolonist in Chile
Pastene wurde für seine Dienste von Pedro de Valdivia großzügig entlohnt. Unter der Rechtsform der Encomienda, einer zeitgenössischen Form der Leibeigenschaft, gab er ihm als Encomendero die Verfügung über zahlreiche Indios, und unter dem Titel Merced verlieh er ihm Eigentumsrechte an Ländereien. Pastene ließ sich in Chile nieder und betrieb Bergbau, Weinbau, Viehzucht mit Rindern, Pferden, Schafen und Schweinen, sowie Ackerbau mit Weizen, Mais und Hanf. Aus dem Hanf fertigte er Leinen und Seile für Schiffe. In Santiago unterhielt er eine Schmiede. In den Jahren 1548, 1551, 1553, 1557 und 1568 war Pastene als Regidor und 1564 als Bürgermeister Mitglied des Cabildo, der kolonialen Stadtregierung von Santiago. Er unterstützte Valdivia bei seinen Kämpfen gegen die Mapuche.
Ab 1554, nach dem Tod von Pedro de Valdivia, stand Pastene in den Diensten von dessen Nachfolgern, so für Francisco de Villagra bei der Verteidigung von Concepción und anderen Gelegenheiten, später für Rodrigo de Quiroga im sich fortsetzenden Arauco-Krieg. Am 1. Oktober 1557 wurde Pastene vom Gouverneur García Hurtado de Mendoza zu seinem Kapitän zur See ernannt und damit wieder zum Oberbefehlshaber in chilenischen Gewässern.
Am 31. März 1579, in Anerkennung der Verdienste, die sich Vater und Sohn erworben hatten, stellte der spanische König eine Real Cédula aus, mit der er erlaubte die Encomiendas von Juan Bautista an dessen Sohn Tomás zu übertragen. Es ist nicht genau bekannt wann Pastene starb. Am 17. November 1580 lebte er noch und Ende 1582 war er schon tot und starb somit im Alter von 73 oder 74 Jahren.

## Dies und Das
Im fälschlicherweise dem Franzosen Jean Bodin zugeschriebenen „Colloquium heptaplomeres“ taucht im ersten Buch (= Kapitel) ein Pastaenus als Schiffseigner auf. Es wird vermutet, dass er etwas mit der Familie des hier aufgeführten Juan Pastene zu tun hat.